# Bandiera del Ruanda
L'attuale bandiera del Ruanda è stata adottata il 25 ottobre 2001. È composta da tre bande orizzontali; quella superiore, azzurra, ha altezza doppia rispetto a quella centrale (gialla) e a quella inferiore (verde). All'estremità destra della banda azzurra è presente un sole giallo con 24 raggi.

## Lettura simbolica
Ciascun colore ed elemento della bandiera ha un proprio significato evocativo: 
- il verde indica la speranza di un futuro prospero, fondato sullo sforzo comune del popolo ruandese e l’utilizzo virtuoso delle risorse del Paese.
- il giallo simboleggia il lavoro, presupposto necessario per uno sviluppo economico durevole.
- l’azzurro evoca la pace: tale colore è prevalente e sovrasta gli altri, in quanto senza pace non possono esistere prosperità e sviluppo.
- il sole è simbolo dell’unità del popolo e della saggezza, la cui luce sconfigge il buio dell’ignoranza.

## Il tricolore con la R
La bandiera precedente era un tricolore a bande verticali con i classici colori panafricani (rosso, giallo e verde) e con una "R" nera al centro della banda gialla; questo per distinguerla da quella della Guinea. La lettera, oltre ad essere l'iniziale del nome dello stato, non fa escludere un riferimento al referendum del 1961 che determinò il suo assetto repubblicano. La bandiera fu cambiata perché associata alle brutalità del genocidio ruandese.

## Bandiere storiche

Bandiera della Compagnia dell'Africa Orientale Tedesca
Bandiera dell'Africa Orientale tedesca, usata in tutte le colonie tedesche (1885-1919)
Bandiera proposta per l'Africa Orientale tedesca, ma mai adottata a causa dello scoppio della prima guerra mondiale
Bandiera del Belgio, utilizzata nel Ruanda-Urundi
Bandiera del Regno del Ruanda (1959-1961)
Bandiera del Ruanda (1961-2001)